# Международный торговый центр (Далянь)
Международный торговый центр Даляня (大连国际贸易中心大厦, Dalian International Trade Center или Dalian ITC) — сверхвысокий небоскрёб, расположенный в деловом центре китайского города Далянь, рядом с центральной площадью Чжуншань (главный торгово-финансовый район Чжуншань). Построен в 2019 году в стиле модернизма, по состоянию на 2020 год являлся вторым по высоте зданием города, 23-м по высоте зданием Китая, 29-м — Азии и 45-м — мира.
370-метровая башня Международного торгового центра имеет 86 наземных и 7 подземных этажей, занятых офисами, жилыми апартаментами, торговыми помещениями и паркингом (в шестиэтажном торговом подиуме размещаются магазины престижных марок). На крыше здания оборудована вертолётная площадка. Архитектором небоскрёба выступил Даляньский архитектурный проектно-исследовательский институт, застройщиком — компания Shanghai Construction Group, владельцем является местный оператор недвижимости Dalian International Trade Center Company.  